# 케르키라섬
케르키라섬(그리스어: Κέρκυρα, 고대 그리스어: Κέρκυρα 또는 Κόρκυρα, 라틴어: Corcyra)는 그리스 이오니아 제도에 있는 섬이다. 이탈리아어 표기에 따라 코르푸섬(이탈리아어: Corfù)이라고 부르기도 한다.

## 지리
케르키라섬은 이오니아 제도에서 두 번째로 큰 섬으로, 알바니아 사란더 해안과 폭 3~23km의 해협으로 떨어져 있으며, 알바니아의 부트린트와 그리스 테스프로티아현과 가깝다. 이 섬은 케르키라현의 일부이며, 이 현의 16개 지방자치단체 가운데 12개가 이 섬이 있으며, 나머지 4개는 주변 섬인 에리쿠사, 마타라키, 오토니, 팍시이다. 이 섬의 중심 도시도 이름이 케르키라이다. 이 곳에는 이오니아 대학이 있다.
이 곳은 온화한 겨울 날씨 덕택에 겨울철 휴양지로 유명하지만 대유럽 지진대에 속하여 있다.

## 역사
고대에 이곳은 페니키아인들의 삶의 터전이었으며, 오딧세우스에는 이들의 왕이어던 알키누스와 그의 딸 나르시카가 등장한다.
1864년 그리스 왕국의 영토로 확정되었다. 1923년 알바니아-그리스 국경확정위원회의 이탈리아 대표가 케르키라 섬에서 암살되자, 베니토 무솔리니는 이것을 이유로 군함을 파견하여 한때 케르키라를 점령하기도 했다. 그러나 각국 대사회의에서 그리스의 배상과 이탈리아군의 철수를 결정하여 일단락되었다.

## 기후
| Corfu의 기후                                     | Corfu의 기후 | Corfu의 기후 | Corfu의 기후 | Corfu의 기후 | Corfu의 기후 | Corfu의 기후 | Corfu의 기후 | Corfu의 기후 | Corfu의 기후 | Corfu의 기후 | Corfu의 기후 | Corfu의 기후 | Corfu의 기후    |
| 월                                               | 1월          | 2월          | 3월          | 4월          | 5월          | 6월          | 7월          | 8월          | 9월          | 10월         | 11월         | 12월         | 연간            |
| ------------------------------------------------ | ------------ | ------------ | ------------ | ------------ | ------------ | ------------ | ------------ | ------------ | ------------ | ------------ | ------------ | ------------ | --------------- |
| 역대 최고 기온 °C (°F)                           | 20.5 (68.9)  | 22.4 (72.3)  | 26.0 (78.8)  | 28.0 (82.4)  | 33.8 (92.8)  | 38.0 (100.4) | 43.0 (109.4) | 40.0 (104.0) | 37.4 (99.3)  | 31.0 (87.8)  | 25.0 (77.0)  | 22.0 (71.6)  | 43.0 (109.4)    |
| 일평균 최고 기온 °C (°F)                         | 13.9 (57.0)  | 14.2 (57.6)  | 16.0 (60.8)  | 19.0 (66.2)  | 23.8 (74.8)  | 28.0 (82.4)  | 30.9 (87.6)  | 31.3 (88.3)  | 27.6 (81.7)  | 23.2 (73.8)  | 18.7 (65.7)  | 15.3 (59.5)  | 21.8 (71.2)     |
| 일일 평균 기온 °C (°F)                           | 9.7 (49.5)   | 10.3 (50.5)  | 12.0 (53.6)  | 14.9 (58.8)  | 19.6 (67.3)  | 23.9 (75.0)  | 26.4 (79.5)  | 26.3 (79.3)  | 22.7 (72.9)  | 18.4 (65.1)  | 14.3 (57.7)  | 11.1 (52.0)  | 17.5 (63.5)     |
| 일평균 최저 기온 °C (°F)                         | 5.1 (41.2)   | 5.7 (42.3)   | 6.8 (44.2)   | 9.2 (48.6)   | 12.9 (55.2)  | 16.4 (61.5)  | 18.4 (65.1)  | 18.8 (65.8)  | 16.5 (61.7)  | 13.4 (56.1)  | 9.9 (49.8)   | 6.8 (44.2)   | 11.7 (53.1)     |
| 역대 최저 기온 °C (°F)                           | −4.5 (23.9)  | −4.2 (24.4)  | −4.4 (24.1)  | 0.0 (32.0)   | 4.6 (40.3)   | 8.7 (47.7)   | 10.0 (50.0)  | 11.3 (52.3)  | 7.2 (45.0)   | 2.8 (37.0)   | −2.2 (28.0)  | −2.0 (28.4)  | −4.5 (23.9)     |
| 평균 강우량 mm (인치)                            | 136.6 (5.38) | 124.6 (4.91) | 98.1 (3.86)  | 66.7 (2.63)  | 37.0 (1.46)  | 14.1 (0.56)  | 9.2 (0.36)   | 19.0 (0.75)  | 81.3 (3.20)  | 137.7 (5.42) | 187.4 (7.38) | 185.6 (7.31) | 1,097.3 (43.20) |
| 평균 강우일수                                    | 16.1         | 14.6         | 14.5         | 12.9         | 8.0          | 4.9          | 2.3          | 3.4          | 7.0          | 11.8         | 15.7         | 17.5         | 128.7           |
| 평균 상대 습도 (%)                               | 75.4         | 74.3         | 73.4         | 72.8         | 69.5         | 63.4         | 60.0         | 62.2         | 70.4         | 74.6         | 77.5         | 77.2         | 70.7            |
| 평균 월간 일조시간                               | 117.7        | 116.8        | 116.0        | 206.5        | 276.8        | 324.2        | 364.5        | 332.8        | 257.1        | 188.9        | 133.5        | 110.9        | 2,545.7         |
| 출처 1: Hellenic National Meteorological Service |              |              |              |              |              |              |              |              |              |              |              |              |                 |
| 출처 2: NOAA (extremes and sun 1961−1990)        |              |              |              |              |              |              |              |              |              |              |              |              |                 |

## 같이 보기
- 케르키라 해협 사건